# 陈毅故居
30°23′01″N 104°57′04″E / 30.3836°N 104.9511°E
陳毅故居位於中國四川省資陽市樂至縣劳动镇中。是中華人民共和國十大元帥之一陳毅誕生並居住的地方。

## 历史
1980年7月7日列為四川省重新確定公布的第一批省級文物保護單位。10月，該處被整修之後開放參觀。2006年5月25日公佈為第六批全國重點文物保護單位。